# Seymour Cassel
Seymour Joseph Cassel, född 22 januari 1935 i Detroit, Michigan, död 7 april 2019 i Los Angeles, Kalifornien, var en amerikansk skådespelare.

## Roller i urval
- 1959 – Skuggor på Manhattan (ej krediterad)
- 1963 – Vägen västerut (TV-serie) (1 avsnitt)
- 1967 – Jagad (TV-serie) (1 avsnitt)
- 1968 – Faces
- 1971 – Minnie and Moskowitz
- 1972 – Larmet går (TV-serie) (1 avsnitt)
- 1976 – Den siste magnaten
- 1976 – Mordet på en kinesisk bookmaker
- 1978 – Konvoj
- 1986 – Eye of the Tiger
- 1990 – Dick Tracy
- 1991 – Varghunden
- 1992 – Smekmånad i Las Vegas
- 1993 – Ett oanständigt förslag
- 1998 – Rushmore
- 2001 – The Royal Tenenbaums
- 2003 – Fäst vid dig
- 2004 – Life Aquatic
- 2005 – Justice League Unlimited (TV-serie) (röst, 1 avsnitt)
- 2005 – Lonesome Jim
- 2005 – The Wendell Baker Story
- 2009 – Flight of the Conchords (TV-serie) (1 avsnitt)